# Charles Kushner
 (février 2023).
Si vous disposez d'ouvrages ou d'articles de référence ou si vous connaissez des sites web de qualité traitant du thème abordé ici, merci de compléter l'article en donnant les références utiles à sa vérifiabilité et en les liant à la section « Notes et références ».
Pour les articles homonymes, voir Kushner.
Charles Kushner, né le 16 mai 1954 à Elizabeth dans le New Jersey est un promoteur immobilier américain. Il a fondé la société Kushner Companies en 1985.
En 2005, il est reconnu coupable d'évasion fiscale et de subornation de témoin, et passe 14 mois dans une prison fédérale. Il reprend sa carrière dans l'immobilier après sa libération. Son fils Jared Kushner est le mari d'Ivanka Trump ainsi que l'un des principaux conseillers du président américain Donald Trump durant son premier mandat.
En juillet 2025, après l'approbation de sa nomination par le Sénat des États-Unis, Kushner devient ambassadeur des États-Unis en France.

## Jeunesse et éducation
Charles Kushner est le fils de Joseph et Reichel Kushner, des survivants juifs de l'Holocauste arrivés en Amérique depuis la Pologne en 1949. Son prénom de naissance était Chanan, en hommage à un oncle maternel mort dans un camp de concentration.
Il grandit à Elizabeth dans le New Jersey avec son frère aîné Murray Kushner et sa sœur Esther Schulder.
Son père travaillait comme ouvrier du bâtiment, constructeur et investisseur immobilier. Charles Kushner est diplômé de la faculté de droit de l'université Hofstra en 1979.

## Carrière

### Dans l'immobilier
En 1985, il commence à gérer le portefeuille de son père, composé de 4 000 appartements dans le New Jersey.
Il fonde Kushner Companies en 1985. En 1999, il remporte le prix de l'entrepreneur de l'année Ernst & Young dans le New Jersey. À l’époque, la société Kushner Companies comptait plus de 10 000 appartements résidentiels, une entreprise de construction de maisons, des immeubles commerciaux et industriels ainsi qu'une banque communautaire.
Après sa libération de prison en 2006, il fait transférer ses activités commerciales du New Jersey à New York. Début 2007, la société Kushner achete l'immeuble 666 Fifth Avenue à Manhattan pour 1,8 milliard de dollars.
La fortune de sa famille est estimée en 2024 à 7,1 milliards de dollars. La valeur de la société Kushner Companies est estimée à 2,9 milliards de dollars.

### En politique
En novembre 2024, Donald Trump annonce son intention de le nommer ambassadeur des États-Unis en France,. Le 19 mai 2025, le Sénat des États-Unis approuve sa nomination en tant qu'ambassadeur à Paris. Il prend ses fonctions le 11 juillet suivant.

## Condamnation pénale et «sex tape»
À l'été 2004, il est condamné à une amende de 508 900 dollars par la Commission électorale fédérale pour avoir contribué aux campagnes politiques démocrates au nom de ses partenariats alors qu'il n'avait pas été autorisé à le faire.
En 2005, à la suite d'une autre enquête du bureau du procureur général du district du New Jersey, Charles Kushner plaide coupable de 18 chefs d'accusation, dont des contributions illégales à une campagne électorale, de l'évasion fiscale et une subornation de témoin. Kushner avait notamment payé et fait filmer une prostituée pour se venger de son beau-frère William Schulder, qui avait témoigné contre lui devant la justice. Une cassette compromettante avait été envoyée à la femme de Schulder. Kushner est finalement condamné à deux ans de prison et 40 000 dollars d'amende. Il passe 14 mois dans la prison fédérale de Montgomery en Alabama, avant d’être envoyé dans une maison de transition à Newark dans le New Jersey pour compléter sa peine. Il est libéré le 25 août 2006.
Il est gracié par Donald Trump en 2020 pour les malversations fiscales pour lesquelles il avait été condamné.

## Dons
Avant 2016, Charles Kushner était l'un des grands donateurs du Parti démocrate. Il siège aux conseils d'administration du Touro College, du Stern College for Women, du Rabbinical College of America et des United Jewish Communities.
Il a fait un don à l'université Harvard, au collège Stern, au centre médical de St. Barnabas et a contribué au financement de deux écoles : la Joseph Kushner Hebrew Academy et la Rae Kushner Yeshiva High School à Livingston dans le New Jersey et les a nommées d'après ses parents.
Kushner Hall est un bâtiment qui porte son nom sur le campus de l'université Hofstra. Le campus du centre médical Shaare Zedek de Jérusalem porte le nom de Campus Seryl et Charles Kushner en l'honneur de leur don de 20 millions de dollars.
En août 2015, Charles Kushner et sa famille ont fait un don de 100 000 dollars à la fondation Make America Great Again de Donald Trump, soutenant la campagne de Trump pour la présidence.